# Kounotori 6
Kounotori 6 (яп. こうのとり6号機, «Аист 6»), также известный как HTV-6 — шестой полёт H-II Transfer Vehicle, беспилотного грузового космического аппарата, запущенного для пополнения запасов на Международной космической станции.

## Запуск и стыковка
Первоначально запуск был запланирован на 30 сентября 2016 года с космодрома Танэгасима во время нахождения на борту МКС японского астронавта Такуя Ониси, но в начале августа был отложен из-за выявления небольшой утечки в топливной системе двигательной установки корабля.
Запуск космического корабля состоялся 9 декабря 2016 года, в 13:26 UTC ракетой-носителем H-IIB, стартовавшей со второй площадки стартового комплекса Ёсинобу в Космическом центре Танегасима. Спустя 15 минут корабль был выведен на орбиту 200 × 300 км, наклонение 51,6°.
13 декабря космический корабль сблизился с МКС и в 10:37 UTC был захвачен манипулятором станции «Канадарм2». Стыковка с модулем «Гармония» состоялась в 13:57 UTC.

## Космический корабль
Основные отличия Kounotori-6 от предыдущих кораблей:
- Демонстрация новых технологий: SFINKS и KITE, (описано ниже)
- Сокращение количества основных батарей до 6 вместо 7,
- Уменьшение количества панелей солнечных батарей до 48 вместо применявшихся ранее 49,
- Доработка некоторых навигационных огней, которые обращены к Земле, когда корабль приближается к МКС.

### SFINKS
Solar Cell Film Array Sheet for Next Generation on Kounotori Six — тестирование элементов тонкоплёночных солнечных батарей в космосе.

### KITE
Kounotori Integrated Tether Experiment — как считают японские инженеры, если к нежелательному объекту на орбите применить электрический ток, получится изменить траекторию его движения и «столкнуть» в атмосферу, где он сгорит.
Предполагалось, что японский грузовой корабль после отстыковки от МКС опустится на 20 км и выпустит на орбиту цилиндрический объект весом 20 кг, который будет имитировать космический мусор. После этого по 700-метровому проводу, который помогли разработать производители рыболовецких сетей из японской префектуры Хиросимы, к нему будет подан ток.

## Груз

### Герметичный отсек
Груз в герметичном отсеке включает 2566,25 кг полезного груза и 186 кг упаковки:
- 1264 кг провизии и вещей для экипажа, в том числе свежие овощи, фрукты и 30 мешков, наполненных питьевой водой (всего 600 литров),
- 663 кг оборудования для станции (инструменты и запасные части),
- 420 кг материалов для проведения научных исследований,
- 156 кг компьютерных комплектующих,
- 35 кг принадлежностей для выхода в открытый космос,
- 28 кг груза для российского сегмента станции.

Наноспутники
Для запуска со станции на корабле доставлено 12 наноспутников-кубсатов.
Семь спутников были выпущены японским пусковым механизмом J-SSOD с японского модуля Кибо 19 декабря и 16 января:
- AOBA-Velox 3 — продемонстрирует возможности импульсного плазменного ракетного микродвигателя;
- EGG — используя защитный экран диаметром 80 см из тончайшего (12,5 мкм) неплавкого полимерного материала Zylon[англ.], исследует процесс входа спутника в плотные слои атмосферы, GPS-данные будут передаваться «в режиме онлайн» через спутниковую систему связи «Иридиум»;
- ITF-2 — для связи между радиолюбителями;
- STARS-C — после запуска разделится на две отдельных спутника, соединённых 100-метровой кевларовой нитью диаметром 0,4 мм;
- FREEDOM — разложит тормозной парус из тонкого и лёгкого материала размером 1 × 1,5 м и позволит отследить процесс замедления спутника с помощью установленного на нём GPS-трекера, для изучения возможности использования данной технологии для борьбы с космическим мусором;
- WASEDA-SAT 3 — также выпустит ультра-лёгкий тормозной парашют для демонстрации механизма свода спутника с орбиты, кроме того несёт LCD-проектор для вывода на парус изображения;
- TuPOD — итальянский спутник, через несколько дней после своего запуска со станции выпустит ещё два размещённых в нём наноспутника формата TubeSat: бразильский Tancredo-1 и американский OSNSAT.

Остальные 5 спутников будут выпущены с помощью пускового оборудования NanoRack:
- TechEdSat 5 — проект Исследовательского центра Эймса по испытанию устройства «exo-brake» для пассивного торможения спутников.
- четыре спутника Lemur-2 — очередное пополнение спутниковой группировки, принадлежащей американской частной компании Spire Global[англ.] и используемой для мониторинга перемещения морского транспорта и сбора метеорологических данных.

### Негерметичный отсек
Груз в негерметичном отсеке (1367 кг) состоит из 6 сменных литий-ионных батарей (Li-Ion)(ISS battery Orbital Replacement Units (ORUs)) (250 кг каждый), изготовленных японской компанией GS Yuasa International Ltd, рассчитанных на 10 лет работы и связанных с ними крепёжными элементами для замены заканчивающих свой срок службы существующих американских никель-водородных аккумуляторных батарей (Ni-H2). Эти батареи используются для хранения электрической энергии вырабатываемой солнечными батареями станции и используются когда МКС находится в тени. В настоящее время на МКС используется 48 ORUs батарей, с новыми ORUs достаточная мощность будет обеспечиваться 24 батареями. Остальные 18 аккумуляторных батарей планируется доставлять следующими рейсами Konotori 7, 8 и 9.
Извлечение батарей из негерметичного отсека корабля с помощью манипуляторов станции «Канадарм2» и «Декстр» началось 31 декабря 2016 года. Затем, в ходе двух выходов в открытый космос, 6 и 13 января 2017, американские астронавты, командир 50-й экспедиции Шейн Кимбро и бортмеханик Пегги Уитсон, успешно произвели замену старых батарей новыми. Девять из 12 заменённых старых аккумуляторных батарей были загружены обратно в отсек корабля и разрушены при входе в плотные слои атмосферы Земли при завершении миссии. Ещё 3 старые батареи закреплены извне станции и останутся на МКС про запас.

## Отстыковка и завершение миссии
Отстыковка от станции выполнена 27 января 2017 года в 10:59 UTC. В 15:45 корабль был отпущен манипулятором «Канадарм2».
28 января 2017 года, после того, как корабль отошёл от станции на безопасное расстояние, была произведена попытка выполнения эксперимента KITE. Один из 4 болтов, удерживающих на внешней поверхности корабля закреплённый к концу провода 20-килограммовый объект, не сработал как планировалось и отделение не произошло. Все последующие многократные попытки наземных операторов JAXA отделить объект и размотать 700-метровый провод не были успешными. Несмотря на эту неудачу, был успешно испытан генератор электрического тока для проведения эксперимента.
Корабль был сведён с орбиты в 15:06 UTC 5 февраля 2017 года.